# Джеремі Кларксон
Джеремі Чарльз Роберт Кларксон (англ. Jeremy Charles Robert Clarkson; нар. 11 квітня 1960) — британський ведучий та журналіст, що спеціалізується на автомобільній тематиці. Найбільше відомий завдяки телепередачі «Топ Ґір», яку він вів у 1988-2015 роках разом із Річардом Гаммондом та Джеймсом Меєм. Має щотижневу колонку у газетах The Sunday Times та The Sun.

## Біографія
Джеремі Кларксон народився 11 квітня 1960, у Донкастері, Південний Йоркшир, у сім'ї вчителя Ширлі Габріель Ворд і комівояжера Едварда Кларксона
, його батьки продали свій чайний бізнес. Вони віддали молодого Джеремі Кларксона до приватної школи, хоча не знали, як будуть сплачувати внески. Але їм допоміг випадок, коли Джеремі виповнилося 13, батьки зробили два Paddington Bear, це м'які іграшки для дітей. Цю іграшку побачили сусіди, і їм закортіло дістати таку саму для своєї дитини. Згодом іграшки стали дуже популярними, тож Кларксони розпочали власний бізнес, і змогли оплачувати навчання спочатку в «Hill House School», а потім у «Repton School». За його словами, його відрахували з Repton School за «хуліганство, куріння і пиття спиртних напоїв».
У жовтні 1988 року Кларксона запросили на телебачення як ведучого автомобільного шоу Top Gear на телеканалі BBC. 2000 року шоу на два роки пішло у відпустку, після чого повернулось у новому форматі — з ведучими Джеремі Кларксоном, Джеймсом Меєм і Річардом Гаммондом.
Першу дружину Джеремі звали Олександра Джеймс (зараз Хол англ. Hall). Вони прожили у шлюбі два роки до 1990 року. У травні 1993 року Кларксон одружився зі своїм менеджером, Френсіс Кейн у м. Фулхемі.
Зараз вони мешкають у місті Чіпінг Нортон, в них троє дітей: (Емілі, народилася в серпні 1994 року; Фінло, народився в березні 1996 року; і Катя, народилася в листопаді 1998 року).
А любов Кларксона носити джинси, призвела, як подейкують, до зниження продажів джинсів у середині 1990-х років, зокрема, Levi's, через асоціацію джинсів з чоловіком середнього віку, так званий «ефект Джеремі Кларксона».

## Відсторонення від ефіру
10 березня 2015 року стало відомо, що телекорпорація BBC тимчасово відсторонила Джеремі Кларксона від роботи. Причиною стала сварка та бійка між ведучим та одним із продюсерів Top Gear.
BBC вже виголошувало «останнє попередження» Кларксонові через расистський скандал, проте сварку (за деякими даними сталася бійка) назвали «останньою краплею».
Інцидент стався ще минулого тижня, однак BBC оголосило про це тільки зараз. Наразі невідомо коли, Top Gear повернеться до ефіру, а також чи звільнять Джеремі Кларксона з займаної посади.
BBC з цього приводу не надали коментарів.
Фанати відреагували в соціальних мережах записами з хештегами з вимогою до BBC повернути Кларксона до ефіру. Також було розпочато збір підписів на сайті Change.org станом на 11 березня зібрано понад 500 тисяч підписів.
20 березня 2015 року петиція набрала понад 1 млн підписів.

## Звільнення
25 березня 2015 року генеральний директор BBC Тоні Холл заявив, що корпорація не буде продовжувати контракт із Кларксоном і його буде звільнено.

## Контракт з Amazon
Поки що Кларксон та його колеги Річард Гаммонд та Джеймс Мей підписали контракт з Amazon Prime на 3 роки. Його зарплатня становитиме $1,25 млн на місяць, а на виробництво кожної серії Amazon пообіцяли виділяти до $8 млн бюджету.
Трансляція відбуватиметься через Інтернет з відеосервісу «Amazon Prime», доступ до якого можна отримати за щорічну платню в розмірі $121. Вихід першого епізоду The Grand Tour заплановано на осінь 2016 року.

## Українські переклади
- Джеремі Кларксон та світ довкола / Джеремі Кларксон ; пер. з англ. А. Маслюха. — Львів : Видавництво Старого Лева, 2015. — 336 с. — ISBN 978-617-679-176-8 .[9]
- Світ за Кларксоном. Як я вже сказав... / Джеремі Кларксон ; пер. з англ. Л. Футорського. — Львів : Видавництво Старого Лева, 2020. — 368 с. — ISBN 978-617-679-836-1 .[10]

## Цікаві факти
Джеремі Кларксон — палкий фанат футбольного клубу «Челсі».

## Кларксон і Україна
З початком повномасштабного вторгнення в Україну, Кларксон підтримав її в боротьбі з російською агресією.